# Claudio Willer
Claudio Jorge Willer (2 de diciembre de 1940-13 de enero de 2023) fue un poeta, traductor, ensayista y crítico brasileño.

## Vida y carrera
De ascendencia judía alemana, se graduó en psicología, por la Universidad de São Paulo (USP) (1966), y en Ciencias Sociales y Políticas, por la Fundação Escola de Sociologia e Política de São Paulo (1963), y recibió su doctorado en Literatura, por la USP, en el área de Estudios Comparados de las Literaturas en Lengua Portuguesa, con la tesis Um Obscuro Encanto: Gnose, Gnosticismo ea Poesia Moderna, aprobada con distinción el 28 de marzo de 2008. Completó estudios de posdoctorado en 2011, también en literatura en la USP, con ensayos sobre el tema "Religiones extrañas, mística y poesía".
Su producción poética destaca por su conexión con el surrealismo y la Generación Beat. También trabajó como traductor, traduciendo obras de Lautréamont, Antonin Artaud, Allen Ginsberg y Jack Kerouac al portugués. Junto con Sergio Lima y Roberto Piva, fue uno de los pocos poetas brasileños mencionados en una reseña sobre el surrealismo en São Paulo, publicada en febrero de 1965 por el periódico francés La Bréche - Action Surréaliste, dirigido por André Breton.
Como crítico y ensayista, escribió para varios diarios brasileños: Jornal da Tarde, Jornal do Brasil (sección Ideias), Folha de S. Paulo, O Estado de S. Paulo, Correio Braziliense, Isto É y Cult, y para revistas alternativas. y publicaciones de prensa independiente: Diario Versus, Revista Singular y Plural, Diario O Escritor da UBE, Linguagem Viva, Muito Mais, Página Central, Reserva Cultural (cine), entre otros.
Willer murió de cáncer de vejiga en São Paulo, el 13 de enero de 2023, a la edad de 82 años.

## Obra

### Poesía
- Anotações para un apocalipse. São Paulo: Massao Ohno Editor, 1964
- Días circulares. São Paulo: Massao Ohno Editor, 1976
- Jardins da Provocação. São Paulo: Massao Ohno/Roswitha Kempf Editores, 1981
- Estranhas Experiências. Río de Janeiro: Lamparina, 2004
- Poemas para leer en voz alta. Poesía, traducido por Eva Schnell, epílogo de Floriano Martins, Editorial Andrómeda, San José, Costa Rica, 2007
- A verdadeira história do século XX. Poesía, Lisboa, Portugal: Apenas Livros – Cadernos Surrealistas Sempre, 2015; Edición brasileña: São Paulo, Córrego, 2016
- Extrañas experiencias, poesía 1964-2004, Claudio Willer. Nulu Bonsai Editora, Buenos Aires, 2018; traducción de Thiago Souza Pimentel, fotografía de Irupê Tenório, prólogo y reseña de Reynaldo Jiménez. Con apoyo del Ministerio de Relaciones Exteriores de Brasil Edición argentina de Estranhas experiências

### Prosa y ensayo
- Días ácidos, notas lisérgicas, crónicas, São Paulo: Córrego, 2019
- "Os rebeldes: Geração Beat y anarquismo místico, ensayo", Porto Alegre: L&PM, 2014
- "Manifiestos 1964-2010", Río de Janeiro: Editorial Azougue, 2013
- Volta, narrativa em prosa, São Paulo: Iluminuras, 1996 (3ª edición: 2004)
- Geração Beat. Porto Alegre: L&PM Pocket (coleção Encyclopaedia), 2009
- Um obscuro encanto: gnose, gnosticismo ea poesia moderna . Río de Janeiro: Civilização Brasileira, 2010